# ФК Принсипат
Принсипат је андорски фудбалски клуб из главног града Андоре ла Веље. Основан је 1987. године. Игра у првој лиги Андоре.

## Историја
Први назив клуба био је „Навијачи Реал Мадрида из Чарлијевог ресторана“. Међутим морали су променити име, па су клубу покушали дати име по славном шпанском клубу Реал Мадриду кога они обожавају, али је и овај предлог био одбијен. После свега клуб је добио име Принсипат.

## Титуле
Прва лига Андоре: 3 пута
- 1996/97., 1997/98., 1998/99.

Куп Андоре: 6 пута
- 1993/94., 1994/95., 1995/96., 1996/97., 1997/98., 1998/99.

## Принсипат у Европи
| Сезона   | Такмичење | Ниво        | Резултат | Држава   | Екипа          | Дом. | Гост |
| -------- | --------- | ----------- | -------- | -------- | -------------- | ---- | ---- |
| 1997/98. | Куп УЕФА  | 1. коло кв. | 0:17     | Шкотска  | Данди Јунајтед | 0:8  | 0:9  |
| 1998/99. | Куп УЕФА  | 1. коло кв. | 1:14     | Мађарска | Ференцварош    | 1:8  | 0:6  |
| 1999/00  | Куп УЕФА  | 1. коло кв. | 0:17     | Норвешка | Викинг         | 0:11 | 0:7  |